# Миранда (програмиране)
Вижте пояснителната страница за други значения на Миранда.
Миранда (на английски: Miranda) е един чисто функционален език за програмиране, създаден от проф. Дейвид Търнър, като е повлиян от Sasl и KRC. Предшественик е на по-късно създадения Haskell. По тази причина и двата езика имат доста общи черти.
Създаден е през 1985 г. и по това време е единствения фукционален език, използван не за научна, а за комерсиална употреба. За написания тогава на C интерпретатор за Unix не е имало последвало развитие. Поради това езикът вече се използва само с учебни цели в някои университети.